# 李在明 (1948年生の政治家)
李 在明（イ・ジェミョン、朝鮮語: 이재명、1948年2月13日 - ）は、大韓民国の実業家、政治家。第14・15代韓国国会議員。
本貫は慶州李氏。独立運動家の李甲成は祖父、政治学者で元統一院長官の李用熙は父。

## 経歴
ソウル出身。京畿中学校、京畿高等学校、ソウル大学校政治学科卒。大宇自動車副社長、大韓サッカー協会副会長、大宇機電代表理事、大宇グループ企画調整室社長、民主自由青年奉仕団総団長、韓日議員連盟21世紀委員、民主自由党所属の第14代国会議員、新韓国党所属の第15代国会議員、国会財政経済委員会委員・通信科学技術委員、ウリタバコ代表理事会長などを務めた。